# 志谷長通
志谷 長通（したに ながみち）は、戦国時代から安土桃山時代にかけての武士。石見小笠原氏の重臣。

## 生涯
志谷氏は石見小笠原氏の重臣で、志谷氏から小笠原長隆に嫁いだ娘が小笠原長節を生んでいる。
天正19年（1591年）、石見小笠原氏当主・小笠原長旌になかなか後継となる男子が生まれなかったため、小笠原長旌の娘・千代姫を小笠原長親（長旌の弟・元枝の次男）に嫁がせ、長親を長旌の後継とすることが定められた。この時、小早川隆景、福原広俊、口羽春良、妙寿寺周泉が連署で石見小笠原氏の年寄衆に書状を送った際の宛名の4番目に長通の名が書かれている。なお、長通以外の宛先は、小笠原隆章、小笠原元枝、小笠原下野守、小笠原長秀の四名。
しかし、同年に長旌に嫡男・千代童丸が生まれたため、8月6日に毛利輝元は千代童丸に書状を送って家督を申し付け、小笠原長親は千代童丸が幼少の間の後見とされた。8月22日、千代童丸の傅役は長通が命じられた。
しかし、天正20年（1592年）4月3日に千代童丸は早世してしまい、同年4月17日、石見小笠原氏は出雲国神門郡神西への移封を輝元から命じられ、石見国を離れる事となる。石見小笠原氏が出雲へ移るにあたり、長通は長旌の命を受け、同年6月に御神田を、9月に御灯明田を出雲国春日神社の神主である春日左京亮に寄進した。